# Marquesado de Almazán
El marquesado de Almazán es un título nobiliario español creado el 22 de febrero de 1579 por el rey Felipe II de España a favor de Francisco Hurtado de Mendoza y Fajardo, IV conde de Monteagudo de Mendoza, IX y último señor de Almazán, virrey de Navarra. Era hijo de Juan Hurtado de Mendoza, III conde de Monteagudo de Mendoza y de su esposa Luisa Fajardo.

## Denominación
Su denominación hace referencia al municipio de Almazán, perteneciente a la provincia de Soria, (comunidad autónoma de Castilla y León), en España. También es sede del partido judicial de Almazán.

## Señores de Almazán

Escudo del municipio de Almazán

|              | Titular                                           | Periodo      |
| Creación por | Creación por                                      | Creación por |
| ------------ | ------------------------------------------------- | ------------ |
| I            | Pedro González de Mendoza y Mendoza               |              |
| II           | Juan Hurtado de Mendoza el Limpio                 |              |
| III          | Pedro González de Mendoza y Castilla el Malo      |              |
| IV           | Juan Hurtado de Mendoza y Ruiz de Ayllón el Bueno |              |
| V            | Pedro de Mendoza y Enríquez el Fuerte             |              |
| VI           | Pedro González de Mendoza y Luna                  | ¿?-1504      |
| VII          | Antonio de Mendoza y Zúñiga el Galán              |              |
| VIII         | Juan Hurtado de Mendoza y Mendoza el Santo        |              |
| IX           | Francisco Hurtado de Mendoza y Chacón o Fajardo   | -1576        |

## Marqueses de Almazán
|                        | Titular                                                     | Periodo                |
| Creación por Felipe II | Creación por Felipe II                                      | Creación por Felipe II |
| ---------------------- | ----------------------------------------------------------- | ---------------------- |
| I                      | Francisco Hurtado de Mendoza y Chacón o Fajardo             | 1579-1591              |
| II                     | Francisco Hurtado de Mendoza y Cárdenas                     | 1591-1615              |
| III                    | Antónia de Mendoza Portocarrero                             | 1615-¿?                |
| IV                     | Lope Hurtado de Mendoza y Osorio de Moscoso                 |                        |
| V                      | Gaspar de Mendoza y Moscoso                                 | ¿?-1664                |
| VI                     | Luis María de Moscoso Osorio y Messía de Guzmán             | 1664-1698              |
| VII                    | Antonio Gaspar de Moscoso y Osorio Benavides                | 1698-1725              |
| VIII                   | Ventura Osorio de Moscoso y Guzmán Davila y Aragón          | 1725-1734              |
| IX                     | Ventura Osorio de Moscoso y Fernández de Córdoba            | 1734-1776              |
| X                      | Vicente Joaquín Osorio de Moscoso y Guzmán                  | 1776-1816              |
| XI                     | Vicente Ferrer Isabel Osorio de Moscoso y Álvarez de Toledo | 1816-1837              |
| XII                    | Vicente Pío Osorio de Moscoso y Ponce de León               | 1849-1864              |
| XIII                   | Fernando Osorio de Moscoso y López de Ansó                  | 1915-1977              |
| XIV                    | María de la Blanca Barón y Osorio de Moscoso                | 1983-1987              |
| XV                     | María de las Nieves Castellano y Barón                      | 1987-actual titular    |

## Historia de los marqueses de Almazán

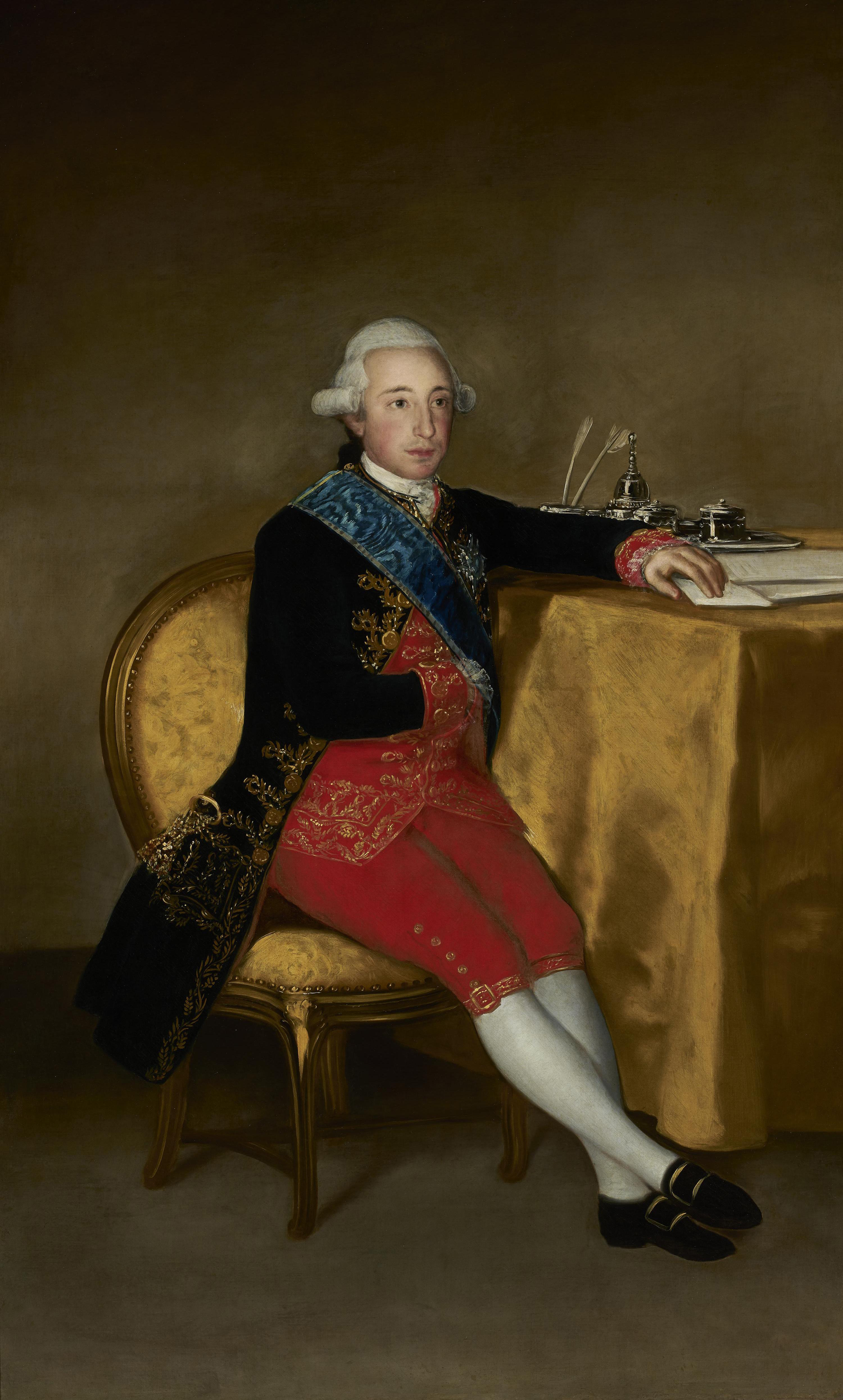
Vicente Joaquín Osorio de Moscoso, X marqués de Almazán, por Francisco de Goya en 1787 (Colección del Banco de España)

- Francisco Hurtado de Mendoza Fajardo (c. 1532-Madrid, 18 de diciembre de 1591), I marqués de Almazán, IV conde de Monteagudo de Mendoza,[2] último señor de Almazán. Se le conoce también con el nombre de Francisco de Mendoza y Chacón. Era hijo de Juan Hurtado de Mendoza, III conde de Monteagudo de Mendoza y IX señor de Almazán, y de Luisa Chacón y Fajardo.[3][1]

Casó con Ana María de Cárdenas y Tovar, hija de Bernardino de Cárdenas y Pacheco, II duque de Maqueda, y de Isabel de Velasco. Le sucedió:
- Francisco Hurtado de Mendoza y Cárdenas (1560-1615), II marqués de Almazán, V conde de Monteagudo de Mendoza.[2][4]

Casó con Ana Portocarrero. Le sucedió:
- Antónia de Mendoza y Portocarrero (m. 22 de marzo de 1627),[5] III marquesa de Almazán, VII condesa de Monteagudo de Mendoza.[4]

Casó el 15 de abril de 1609 con Gaspar de Moscoso Osorio, VI conde de Altamira. Le sucedió su hijo:
- Lope Hurtado de Mendoza y Osorio de Moscoso (n. en 1620), IV marqués de Almazán.

Casó con Juana de Rojas y Córdoba V marquesa de Poza. Le sucedió su hijo:
- Gaspar de Mendoza y Moscoso (1631-1664), V marqués de Almazán, VI marqués de Poza.

Casó con Inés Mesía de Guzmán, hija de Diego Mesía Dávila I marqués de Leganés. Le sucedió su hijo:

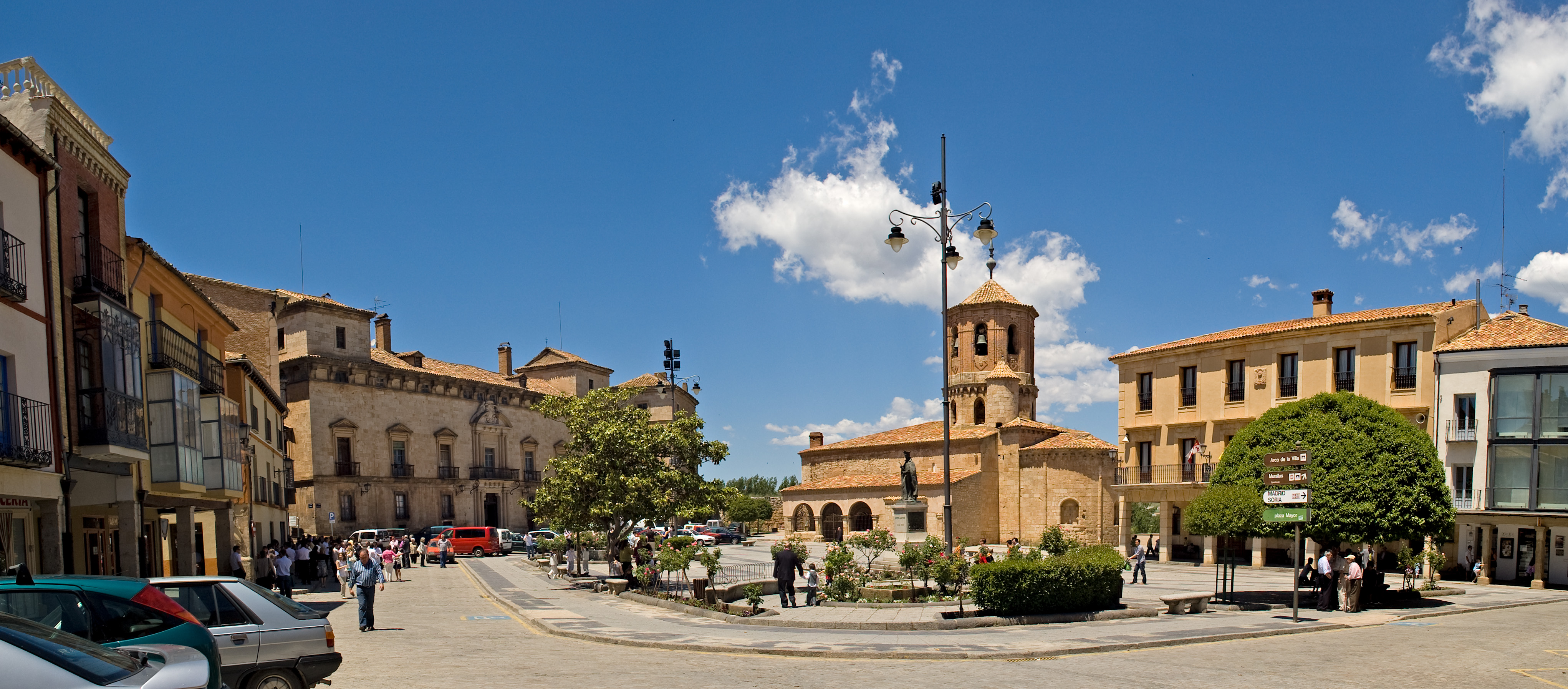
Plaza principal de Almazán

- Luis María de Moscoso Osorio y Messía de Guzmán Mendoza y Rojas (1657-1705), VI marqués de Almazán, VIII conde de Altamira, IX conde de Monteagudo de Mendoza, VII marqués de Poza, VI conde de Lodosa. Fue embajador de España en Roma.

Casó, en primeras nupcias, con Mariana de Benavides Ponce de León, hija de Luis de Benavides y Carrillo de Toledo, V marqués de Frómista, III marqués de Caracena, II conde de Pinto y de Catalina Ponce de León y Aragón, hija de Rodrigo Ponce de León, IV duque de Arcos.
En segundas nupcias casó con María Ángela de Aragón y Folch de Cardona, Camarera mayor de palacio, hija de Raimundo Folch de Cardona y Aragón, VII duque de Cardona, VI duque de Segorbe, V marqués de Comares, VII marqués de Pallars, XXXVII conde de Ampurias, XII conde de Prades, vizconde de Villamur y barón de Entenza. Le sucedió, de su primer matrimonio, su hijo Antonio:

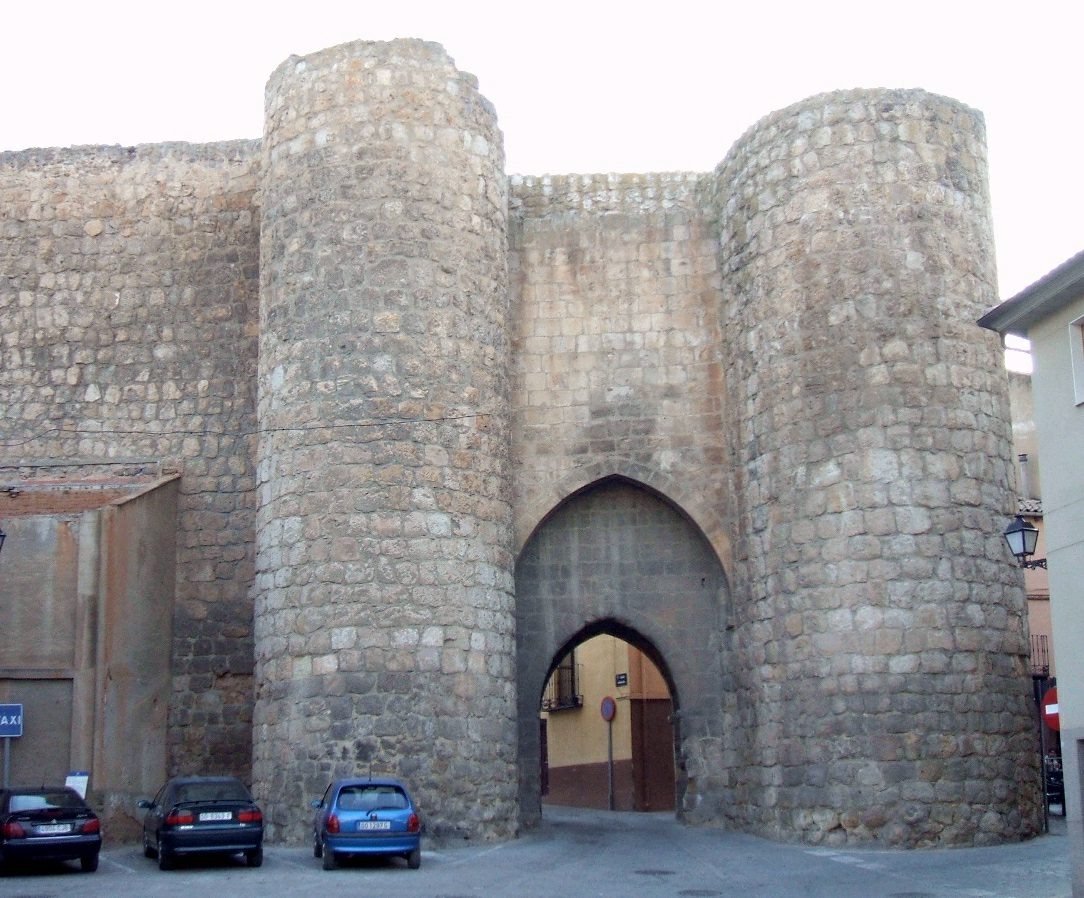
Puerta de Herreros

- Antonio Gaspar de Moscoso y Osorio Benavides (1689-1725), VII marqués de Almazán, VI duque de Sanlúcar la Mayor, IX conde de Altamira, XI conde de Monteagudo de Mendoza, VII conde de Lodosa, VII marqués de Poza, III marqués de Morata de la Vega, IV marqués de Leganés, VI conde de Arzarcóllar. Fue el influyente Sumiller de Corps de los reyes  Felipe V y  Luis I.

Casó con Ana Nicolasa de Guzmán y Córdoba Osorio Dávila, XIV marquesa de Astorga, VII marquesa de Velada, V marquesa de San Román (antigua denominación), VI marquesa de Villamanrique, XIII marquesa de Ayamonte, XIV condesa de Trastámara , VI condesa de Saltés, XV condesa de Nieva y XIV condesa de Santa Marta de Ortigueira, hija de Melchor de Guzmán XIII marqués de Astorga, VI de Velada, IV de San Román (antigua denominación), V de Villamanrique, VIII de Ayamonte, XIII conde de Trastámara y XIII conde de Santa Marta, y de su mujer Mariana de Córdoba, hija de Luis Ignacio Fernández de Córdoba y Aguilar VI marqués de Priego y VI duque de Feria. Le sucedió su hijo Ventura.

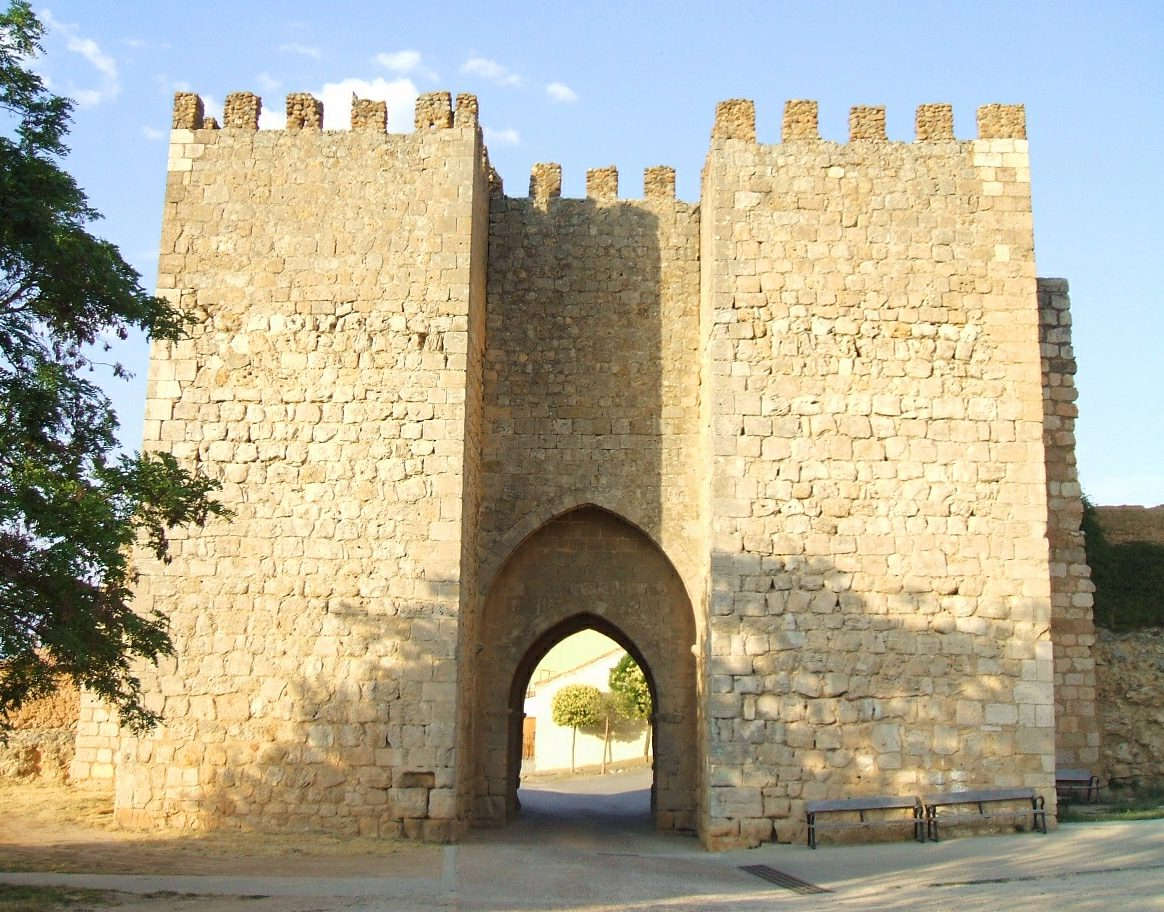
Puerta del mercado

- Ventura Osorio de Moscoso y Guzmán Dávila y Aragón (1707-29 de marzo de 1734), VIII marqués de Almazán, X conde de Altamira, VI duque de Sanlúcar la Mayor, VI duque de Medina de las Torres, XIV marqués de Astorga, IX marqués de Poza, IV marqués de Morata de la Vega, V marqués de Mairena, X marqués de Ayamonte, VII marqués de San Román, VII marqués de Villamanrique, IV marqués de Monasterio, V marqués de Leganés, XIII conde de Monteagudo de Mendoza, VIII conde de Lodosa, VIII conde de Arzarcóllar, XIV conde de Trastámara, VIII conde de Saltés, XVI conde de Nieva y XV conde de Santa Marta de Ortigueira.

Casó con Buenaventura Francisca Fernández de Córdoba Folch de Cardona Requesens y de Aragón, XI duquesa de Sessa, XI duquesa de Terranova, XI duquesa de Santángelo, X duquesa de Andría, IX duquesa de Baena. Le sucedió su hijo:
- Ventura Osorio de Moscoso  y Fernández de Córdoba ( 1731-1776), IX marqués de Almazán, V duque de Atrisco, XV marqués de Astorga, XVI conde de Cabra, VII duque de Sanlúcar la Mayor, VII duque de Medina de las Torres, XII duque de Sessa, X duque de Baena, XI duque de Soma, VI marqués de Leganés, VIII marqués de Velada, X conde de Altamira, X marqués de Poza, V marqués de Morata de la Vega, VI marqués de Mairena, XIII marqués de Ayamonte, VII marqués de San Román, VIII marqués de Villamanrique, V marqués de Monasterio, XIV conde de Monteagudo de Mendoza, IX conde de Lodosa, IX conde de Arzarcóllar, XVII conde de Nieva, VIII conde de Saltés, XV conde de Trastámara, XVI conde de Santa Marta de Ortigueira,  XVII conde de Palamós, XI conde de Oliveto, XVII conde de Avellino, XVII conde de Trivento, XVI vizconde de Iznájar, XXVI barón de Bellpuig, XI barón de Calonge y de Liñola.

Casó con María de la Concepción de Guzmán y Fernández de Córdoba, hija de José de Guzmán y Guevara, VI marqués de Montealegre, VI marqués de Quintana del Marco, conde de Castronuevo, conde de los Arcos, XII conde de Oñate, conde de Villamediana, marqués de Campo Real, marqués de Guevara y de María Felicha Fernández de Córdoba y Spínola, hija de Nicolás María Fernández de Córdoba y Figueroa, X duque de Medinaceli, IX marqués de Priego. Le sucedió su hijo:

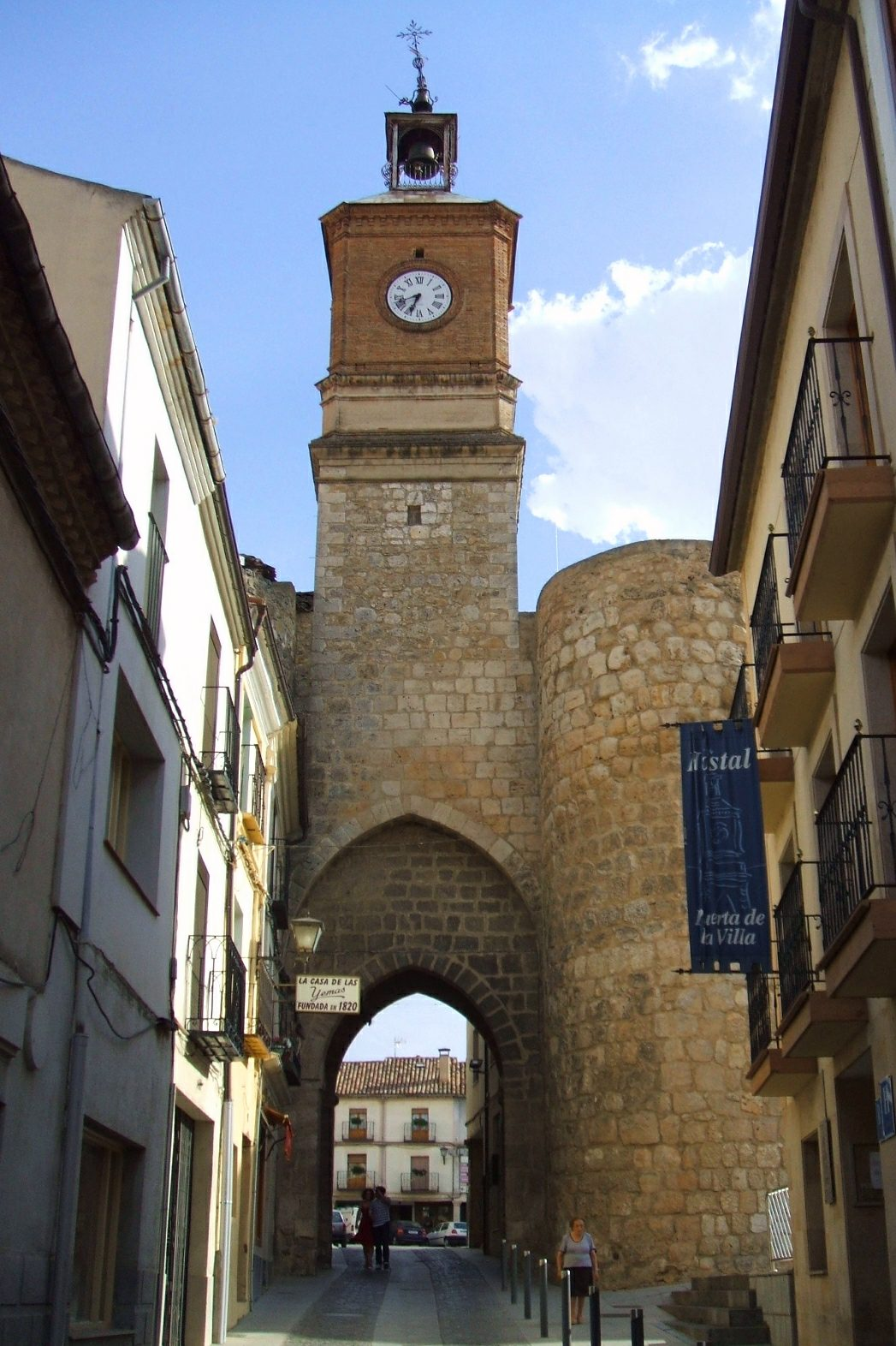
Puerta de la Villa

- Vicente Joaquín Osorio de Moscoso y Guzmán (1756-1816), X marqués de Almazán, VI duque de Atrisco, VIII duque de Sanlúcar la Mayor, VIII duque de Medina de las Torres, XI duque de Baena, XIV duque de Sessa, XII duque de Soma, XV duque de Maqueda, XVI marqués de Astorga, IX marqués de Velada, VII marqués de Leganés, XIV marqués de Ayamonte, XI marqués de Poza, IX marqués de Villamanrique, VIII marqués de San Román, VI marqués de Morata de la Vega, XVI marqués de Elche, VI marqués de Monasterio, VII marqués de Mairena, XI conde de Altamira, XVIII conde de Palamós, X conde de Lodosa, X conde de Arzarcóllar, XVII conde de Santa Marta de Ortigueira, XVI conde de Tastámara, XVII conde de Cabra, XV conde de Monteagudo, XVIII conde de Nieva, IX conde de Saltés, XXVII barón de Bellpuig, XVII vizconde de Iznájar.

Casó con María Ignacia Álvarez de Toledo y Gonzaga, hija de Antonio María José Álvarez de Toledo y Pérez de Guzmán el Bueno, X marqués de Villafranca del Bierzo, y de María Antonia Dorotea Gonzaga y Caracciolo, hija de Francesco Gonzaga I duque de Solferino.
En segundas nupcias, casó con María Magdalena Fernández de Córdoba y Ponce de León, hija de Joaquín Fernández de Córdoba III marqués de la Puebla de los Infantes. Le sucedió su hijo:
- Vicente Isabel Osorio de Moscoso y Álvarez de Toledo  (1777-1837), XI marqués de Almazán, VII duque de Atrisco, X duque de Sanlúcar la Mayor, IX duque de Medina de las Torres, XV duque de Sessa, XIII duque de Soma, XVI duque de Maqueda, XII duque de Baena, XVII marqués de Astorga, VIII marqués de Leganés, X marqués de Velada, XV marqués de Ayamonte, X marqués de Villamanrique, XII marqués de Poza, VII marqués de Morata de la Vega, VII marqués de Monasterio, VIII marqués de Mairena, XVII marqués de Elche, IX marqués de San Román, XVIII conde de Santa Marta.

Casó en primeras nupcias, el 12 de febrero de 1798, con María del Carmen Ponce de León y Carvajal, VIII marquesa del Águila, V condesa de Garcíez, hija de Antonio María Ponce de León Dávila y Carrillo de Albornoz, III duque de Montemar, VIII marqués de Castromonte, dos veces grande de España, VII marqués del Águila, V conde de Valhermoso, IV conde de Garcíez, y de María del Buen Consejo Carvajal y Gonzaga, hija de Manuel Bernardino de Carvajal y Zúñiga, VI duque de Abrantes, V duque de Linares, etc. Contrajo un segundo matrimonio el 14 de febrero de 1834 con María Manuela de Yanguas y Frías. Le sucedió su hijo:
- Vicente Pío Osorio de Moscoso y Ponce de León (1801-22 de febrero de 1864), XII marqués de Almazán,[8] VIII duque de Atrisco,[9] XIII duque de Baena,[10] XVII duque de Maqueda, X duque de Medina de las Torres,[11] IV duque de Montemar,[6] XII duque de Sanlúcar la Mayor,[12] XV duque de Sessa,[13] XIV duque de Soma,[14] XVII marqués de Astorga,[15] IX marqués de Castromonte,[16] IX marqués de Leganés,[17] XI marqués de Velada,[18] XIII conde de Altamira,[5] XIX conde de Cabra,[19] catorce veces grande de España, X marqués del Águila, XV marqués de Ayamonte, marqués de Elche, IX marqués de Mairena, XII marqués de Montemayor, XIII marqués de Poza, X marqués de San Román, XI marqués de Villamanrique, VIII marqués de Morata de la Vega, VIII marqués de Monasterio, X conde de Arzarcóllar,[8]conde de Cantillana, VI conde de Garcíez, XII conde de Lodosa, XVII conde de Monteagudo de Mendoza,[8] XIX conde de Nieva, XX conde de Palamós, XI conde de Saltés,[8] conde de Trastámara, XIX conde de Santa Marta, XIV conde de Oliveto,[8] VI conde de Valhermoso, XXIV vizconde de Iznájar,[8] XXV barón de Bellpuig, XV barón de Calonge y XVI barón de Liñola,[8]

Casó con María Luisa de Carvajal-Vargas y Queralt (20 de marzo de 1804, Palacio de Aranjuez-Madrid, 2 de septiembre de 1843) hija de José Miguel de Carvajal y Vargas II duque de San Carlos, VI conde de Castillejo etc. Le sucedió:
- Fernando Osorio de Moscoso y López de Anso (1893-1977), XIII marqués de Almazán, (hijo de Alfonso Osorio de Moscoso y Osorio de Moscoso y de María Isabel López y Ximénez de Embrúm), XII duque de Medina de las Torres, conde de Monteagudo de Mendoza. Desposeído del marquesado de Almazán post mortem en 1983. Le sucedió:

- María de la Blanca Barón y Osorio de Moscoso, XIV marquesa de Almazán, XXV condesa de Trastámara, XXVI condesa de Priego, XX condesa de Santa Marta, XV marquesa de Montemayor (de este último título en el que sucedió en 1984, fue desposeída en 1994 a favor de su hermana María de los Dolores), condesa de Monteagudo de Mendoza (por rehabilitación en 1988).

Casó con Jaime Castellano y Mazarredo, IV marqués de Montemolín, II conde pontifício de Castellano. Le sucedió su hija:
- María de las Nieves Castellano y Barón (n. en 1947), XV marquesa de Almazán.[20]

Casó con Carlos Gereda y de Borbón (1947-2017), XLIX Gran maestre de la Orden de San Lázaro de Jerusalén, sin descendencia.